# Lovelace Medal

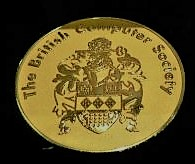
Lovelace Medal

Die Lovelace Medal (deutsch: „Lovelace-Medaille“) wird von der British Computer Society seit 1998 an Persönlichkeiten der Informatik-Wissenschaft oder Persönlichkeiten vergeben, die IT verständlich gemacht haben.
Der Preis ist nach der Mathematikerin Ada Lovelace (1815–1852) benannt. Lovelace und Charles Babbage (1791–1871) werden oft als erste Programmierer bezeichnet.
Der Preis wird jährlich an Persönlichkeiten vergeben, die einen signifikanten Beitrag zu Informationssystemen oder ihrer Verständlichkeit in der Industrie, Lehre, Technik oder Verwaltung gemacht haben.
Meist wird nur eine Person pro Jahr ausgezeichnet, aber es können auch mehrere sein. Die Angaben zu dem Jahr der jeweiligen Preisvergabe sind zum Teil widersprüchlich.

## Preisträger und Lecturer
- 1998: Michael A. Jackson und Chris Burton
- 2000: Linus Torvalds
- 2001: Douglas C. Engelbart
- 2002: Ian Foster und Carl Kesselman
- 2004: John Warnock
- 2005: Nick McKeown
- 2007: Tim Berners-Lee
- 2008: Ann Copestake (in Erinnerung an Karen Spärck Jones)
- 2009: Maurice Perks (in Vertretung für Tony Storey)
- 2010: Yorick Wilks
- 2011: John C. Reynolds
- 2012: Hermann Hauser
- 2013: Grady Booch
- 2014: Samson Abramsky
- 2015: Steve Furber
- 2016: Ross Anderson
- 2016: Andrew Blake[2]
- 2017: Georg Gottlob[3]
- 2018: Gordon Plotkin[4]
- 2019: Marta Kwiatkowska[5]
- 2020: Ian Horrocks, Nicholas Jennings und Michael Wooldridge[6]
- 2023: Demis Hassabis, Jane Hillston, Tom Crick[7]
- 2024: Sue Sentance, Aggelos Kiayias, Philippa Gardner[8]